# Agriș (Satu Mare)
Agriș is een Roemeense gemeente in het district Satu Mare.
Agriș telt 1739 inwoners.